# Festival de Boi-Bumbá de Mestre Damasceno
O Festival de Boi-Bumbá de Mestre Damasceno é um festival marajoara que visa fortalecer os grupos de Bois-Bumbás de Salvaterra e suas Comunidades Quilombolas, além de trabalhar em prol da manutenção e da memória dos mestres que já se foram. Dessa forma, o Festival de Boi-Bumbá de Mestre Damasceno promove o fortalecimento das brincadeiras populares, aproximando crianças, jovens, adolescentes, idosos e pessoas com deficiência das festividades do folguedo junino no Marajó.

## História
O Festival de Boi-Bumbá de Mestre Damasceno surgiu em 2023, quando Mestre Damasceno completou 50 anos de atuação cultural com o seu Búfalo-Bumbá (e 69 anos de idade), trazendo uma larga experiência na brincadeira popular de rua e já tendo formado muitos amos e madrinhas de bois-bumbás. O objetivo era incentivar as famílias e comunidades a continuar preservando a cultura marajoara.